# Callipteroma testacea
Callipteroma testacea är en stekelart som beskrevs av Victor Ivanovitsch Motschulsky 1863. Callipteroma testacea ingår i släktet Callipteroma och familjen sköldlussteklar. Inga underarter finns listade.